# Nowa Osada (gmina)
Zamość, Zamość (Nowa Osada), Nowa Osada (od 1973 Sitno) – dawna gmina wiejska istniejąca do 1954 roku w woj. lubelskim. Siedzibą władz gminy była Nowa Osada, która od 1849 roku była dzielnicą Zamościa, co oznacza, że siedziba znajdowała się de facto w Zamościu. Po wojnie siedzibą gminy było Sitno.
Gmina powstała w 1867 roku w związku z reformą wiejską w Królestwie Polskim. W Dziennikach Praw z 1867, 1868 i 1877 oraz według Słownika geograficznego Królestwa Polskiego jednostka występuje pod nazwą gmina Zamość i jest jedną z 14 (15) gmin wiejskich powiatu zamojskiego guberni lubelskiej. W publikacjach z lat 1921–24 gmina występuje pod nazwą złożoną gmina Zamość (Nowa Osada), a w źródłach z 1933 roku już pod nazwą gmina Nowa Osada. Brak informacji o dacie formalnego zatwierdzenia nowej nazwy urzędowej. W okresie powojennym gmina należała do powiatu zamojskiego w woj. lubelskim.
1 stycznia 1925 z gminy Nowa-Osada wyłączono wieś Topornica i włączono ją do gminy Mokre. 12 stycznia 1934 z gminy wyłączono kolonię Karolówka vel Świnki Nr hip. 1, kolonię Janowice Małe oraz folwark Karolówka vel Świnki, włączając je do Zamościa. 
Po wojnie gmina zachowała przynależność administracyjną. Według stanu z dnia 1 lipca 1952 roku gmina składała się z 15 gromad. 12 września 1953 roku z gminy Kotlice w powiecie tomaszowskim wyłączono gromadę Bożydar i włączono ją do gminy Nowa Osada.
Gmina została zniesiona 29 września 1954 roku wraz z reformą wprowadzającą gromady w miejsce gmin. Jednostki nie przywrócono 1 stycznia 1973 roku po reaktywowaniu gmin, utworzono natomiast jej terytorialny odpowiednik, gminę Sitno. Natomiast obecna gmina Zamość jest kontynuacją dawnej gminy Mokre (wcześniej pod nazwą gminy Lipsko).